# D'yer Mak'er
«D'yer Mak'er» (pronunciado [Yamaika], /dʒəˈmeɪkə/; con un acento británico, no rótico) es una canción de la banda inglesa de rock Led Zeppelin, de su álbum Houses of the Holy de 1973.

## Estilo
Esta canción imita el reggae, que emerge en Jamaica a principios de los años 1970. Igualmente para un tema reggae la batería suena demasiado brutal y contundente para ese género musical, quedando por ello un poco fuera de lugar su estilo crudo de tocar, cuestión de la que terminaron estando en desacuerdo por el resultado final.

## Composición
"D'yer Mak'er" es una de las pocas canciones de Zeppelin donde los 4 miembros de la banda comparten el derecho de autor.

## Recepción
Este corte, al igual que "The Crunge" no fue tomado en serio en un principio, y muchos críticos se reservaron sus críticas más ásperas para estos arreglos. El bajista de Zeppelin, John Paul Jones, alguna vez expresó su disgusto por la canción. De todas maneras, "D'yer Mak'er" se ganó el respeto de la crítica con el paso de los años, y se convirtió en una especie de clásico de la banda. Hasta la salida del álbum, Robert Plant se inclinaba por lanzar el tema como un sencillo en el Reino Unido. Atlantic Records fue más allá y distribuyó el sencillo como un adelanto promocional a DJ's (los que ahora se convirtieron en valiosos objetos de colección). Cuando se lanzó en los Estados Unidos, y alcanzó el lugar 20 en diciembre de 1973, se canceló su salida en el Reino Unido.

## Significado
El nombre del tema deriva de la contracción de un juego de palabras en la pronunciación británica, entre  "Jamaica" y "Did you make her": Sin embargo, el término "D'yer Mak'er" no se menciona en la letra de la canción 
| -My wife's on vacation in the West Indies. -Jamaica? -No, she went of her own accord. | -Mi esposa está de vacaciones en las Indias Occidentales. -¿Jamaica?. -No, fue por su propia voluntad. |

"D'yer Mak'er", abreviación popular de "did you make her", es decir "la has hecho (irse)" suena como "Jamaica", en inglés pronunciado [Yamaika].
El 21 de julio de 2005, Robert Plant habló de la canción en una entrevista con Mike Halloran, DJ e la estación FM94/9 de San Diego. Durante la entrevista, habló sobre las diferentes interpretaciones y pronunciaciones del nombre de la canción. El título, que no aparece entre la letra del tema, fue elegido porque refleja el estilo reggae de la canción. Plant dijo que le resultaba divertido cuando los fanes norteamericanos ignoraban completamente los apóstrofos y pronunciaban "Dayer maker" (algo así como "hacedor de calamidades"). La línea más repetida y más familiar de la canción es "Oh(x6), you don't have to go...".
Debido a la complejidad en el significado del título de la canción,  ha sido traducido en español como "El Tintero".

## Versiones
Esta canción nunca fue interpretada en vivo en su totalidad por Led Zeppelin, aunque algunas partes se tocaron mientras tocaban "Whole Lotta Love" en 1975 en los shows Earls Court en Estados Unidos. 
Sheryl Crow hizo una versión de la canción en 1995 para el álbum tributo a Led Zeppelin, Encomium. Bob Rivers hizo una parodia para la Navidad con el nombre "Sled Zeppelin". Además, una versión de "When I'm Dead And Gone" de la banda alemana Fury In The Slaughterhouse empieza con el mismo solo de batería que Bonham toca en D'yer Mak'er. Sean Kingston tomó elementos de la canción para usarlos en su sencillo "Me Love" de 2007.
"Stefani Germanotta Band", que fue la banda de Lady Gaga antes de ser conocida mundialmente, hizo una versión de este tema.